# قناة مركزية
القناة المركزية أو قناة البطانة العصبية (بالإنجليزية: Central canal)‏ هي قناة دقيقة تمتد بطول الحبل الشوكي وتحتوي على السائل الدماغي الشوكي. بحيث تتصل بالجهاز البطيني للمخ ويسري السائل الدماغي الشوكي من البطين الرابع إلى القناة المركزية في شكل دورة مغلقة ومستمرة,
وهي تختلف عن القناة العصبية أو القناة الشوكية وهي القناة المتكونّة من تراص فقرات العمود الفقري فوق بعضها من أسفل الجمجمة وحتى أسفل الظهر ويمر فيها الحبل الشوكي وقد يحدث أن يتزحزح أحد طبقات الغضاريف الموجودة بين الفقرات مما يسبب ضيق هذه القناة وانضغاط الحبل الشوكي فيما يعرف بمرض الانزلاق الغضروفي .

## أمراض
قد تصاب القناة المركزية ببعض الأمراض وأهمها تكهف النخاع (Syringomyelia) وهو مرض مترق مزمن يسبب تشكّل كيس (cyst) أو تجويف (cavity) ضمن الحبل الشوكي، وخاصة في المنطقة الرقيبة منه. هذا الكيس، يتوسع هذا الكيس ويستطيل مع مرور الزمن، فيدمر جزءاً من النخاع الشوكي، وخاصة الأعصاب الحركية، قد يؤدي هذا الضرر إلى الألم، والشلل، والضعف، وتصلب في الظهر والكتفين والأطراف.